# Parabellum MG 14
La Parabellum MG 14 fue una ametralladora de 7,92 mm de la Primera Guerra Mundial fabricada en Alemania por la Deutsche Waffen und Munitionsfabriken (DWM), cuyo nombre clave era Parabellum.

## Descripción
Era un total rediseño de la MG 08 (que a su vez era una adaptación de la ametralladora Maxim) para ser empleado a bordo de aviones y zeppelines, empleando un mecanismo accionado por retroceso que se plegaba hacia arriba en lugar de hacia abajo como la MG 08, por lo que tenía un cajón de mecanismos más compacto. El resorte externo fue reemplazado por uno interno, la recámara era totalmente diferente y los casquillos caían por el fondo del cajón de mecanismos en lugar de ser eyectados hacia adelante a través de un agujero en el cajón de mecanismos. Parece que no tenía piezas intercambiables con la MG 08. La cinta de balas iba almacenada dentro de un tambor portacintas; se aligeró el portacerrojo y la camisa de enfriamiento fue ranurada para que el aire pueda enfriar el cañón. Su cadencia era de 700 disparos/minuto. El ancho de la cinta de balas se redujo a 30 mm.
Era usualmente montada en la parte posterior de aviones de observación o bombarderos para su defensa.

## Historial de combate

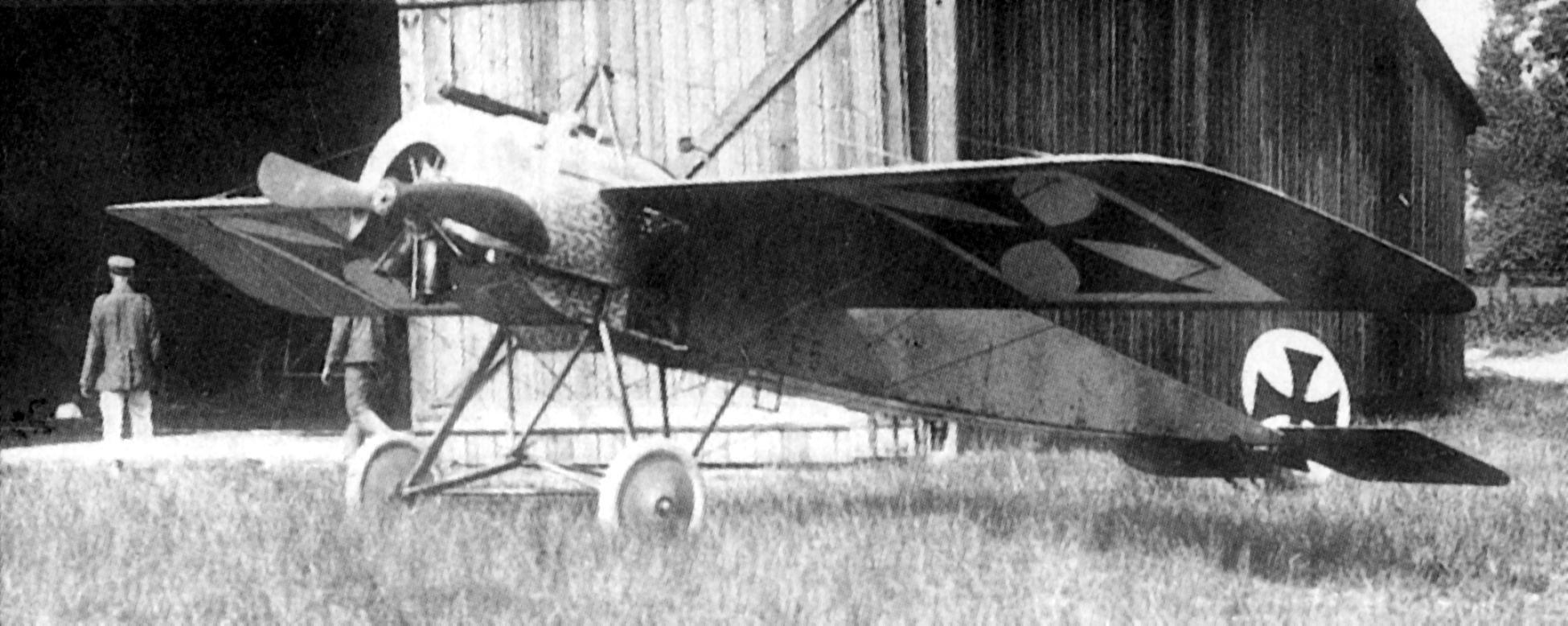
Prototipo del Fokker Eindecker "E.5/15" del Leutnant Kurt Wintgens, que empleaba una Parabellum MG 14 como su armamento sincronizado en julio de 1915.

Una Parabellum MG 14 fue empleada en el desarrollo inicial de la versión alemana del mecanismo sincronizador ideado por Anthony Fokker. La Parabellum MG 14 fue empleada con la primera versión del sincronizador Stangensteuerung de Fokker en los prototipos del Fokker E.I, pero el limitado número de ametralladoras se necesitaba con urgencia para los observadores en los aviones de reconocimiento y los artilleros de zeppelines y bombarderos, siendo reservada para afustes flexibles donde su combinación de bajo peso y alta cadencia de disparo era más útil.

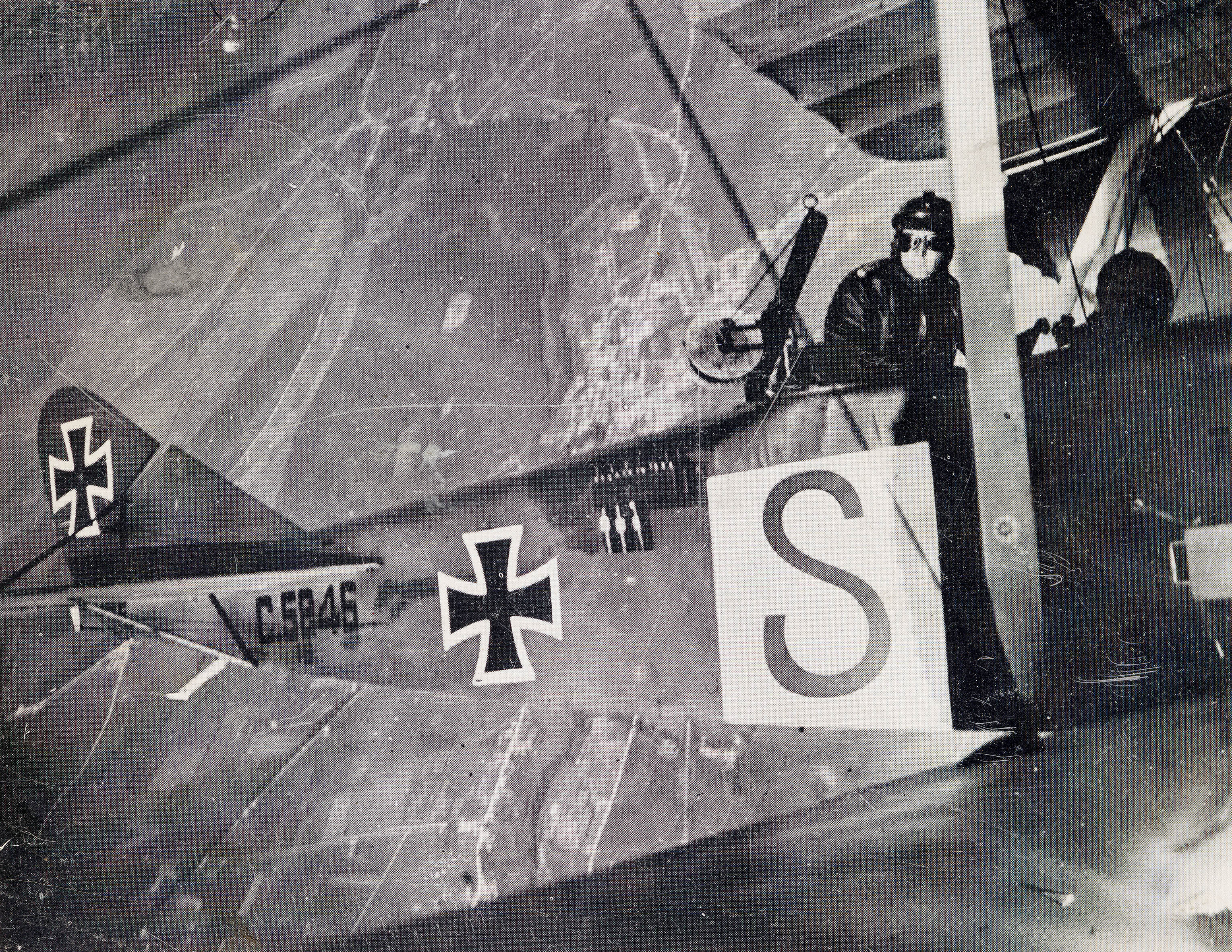
Observador de un biplano DFW C.V, junto a una Parabellum MG 14.

Las Parabellum MG 14 y Parabellum MG 14/17 hicieron una importante contribución a las ametralladoras fijas LMG 08 y LMG 08/15, ya que su cinta de lona de 30 mm de ancho era compatible con estas armas debido a que las ametralladoras fijas empleaban guiacintas fijos y, si se emplean todas las fotografías de época como referencia, estas cintas eran exclusivamente utilizadas por la Deutsche Luftstreitkräfte en todas sus ametralladoras fijas. Las cintas pueden ser rápidamente identificadas por sus dos remaches (en lugar de los tres en las cintas más anchas de las MG 08 y MG 08/15 empleadas por las fuerzas de tierra) y la falta de refuerzos alargados de latón (también empleados en las cintas de las MG 08 y MG 08/15). Esto no solamente reducía el peso y el volumen de la cinta, además reduciendo el tamaño de la portilla de expulsión de la cinta vacía en todas las LMG 08 y LMG 08/15, la cual caía en contenedores dentro del avión.

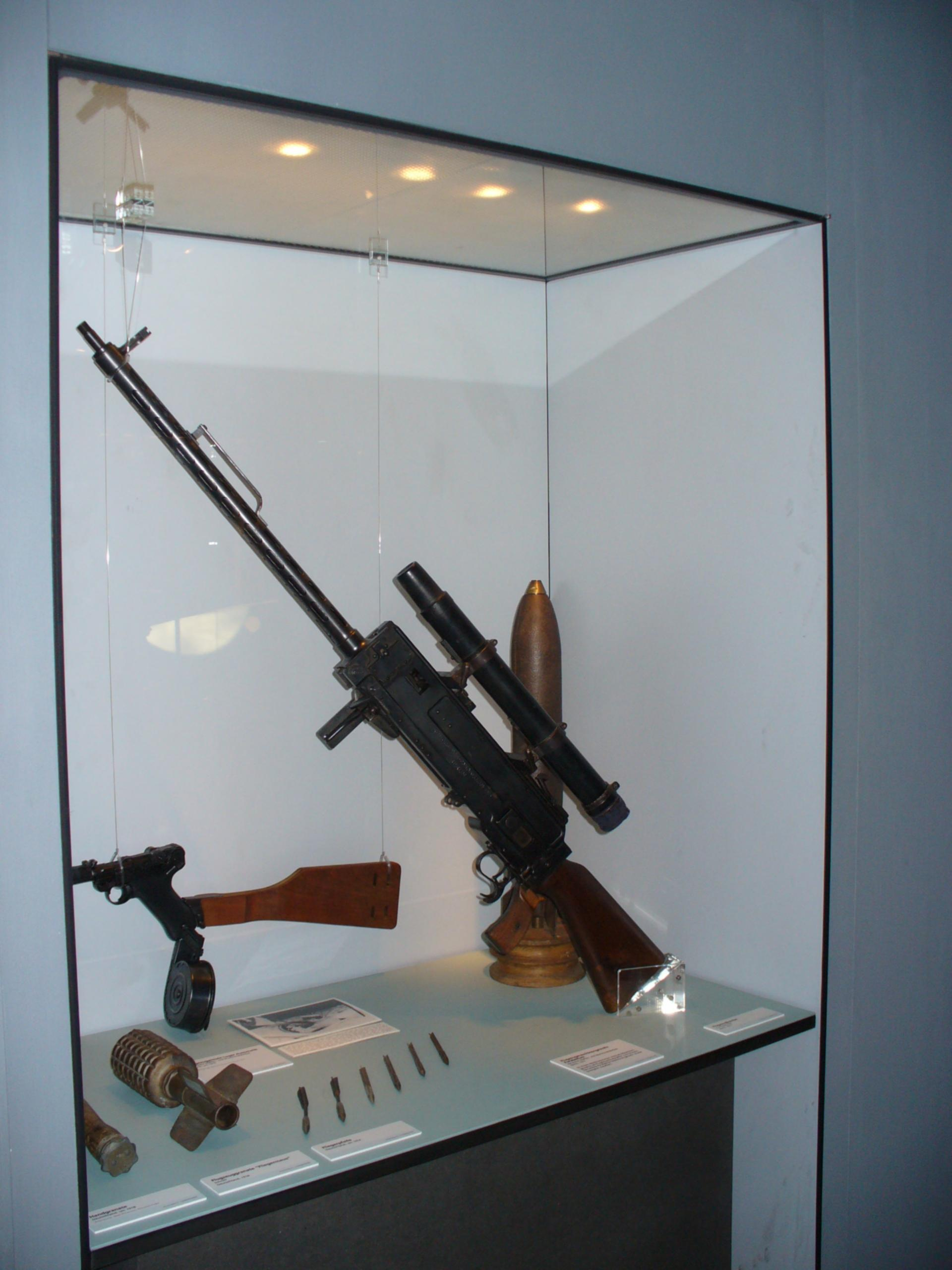
La Parabellum MG 14/17 con mira telescópica.

Han sobrevivido tres versiones de esta ametralladora, una enfriada por agua, una enfriada por aire y una MG 14/17 con mira telescópica de 3x aumentos.